# Издатель компьютерных игр
Изда́тель компью́терных игр — компания, издающая компьютерные игры, разработанные внутри компании или отдельными компаниями, занимающимися разработкой компьютерных игр. Как, например, в случае с книжными издательствами: издатель компьютерных игр несёт ответственность за разработку, издание, продвижение и рекламу игры.
Часто издатель финансирует разработку игры, оплачивает труд разработчиков. В другие функции издателя, как правило, входит печать руководства к игре и оформление дизайна коробки с игрой.

## Рейтинг доходов

### Крупные издатели
Ниже приведены крупнейшие издатели в соответствии с их чистым доходом.
| Место | Название                          | Расположение                 | Доход в млрд долл. | Прим. |
| ----- | --------------------------------- | ---------------------------- | ------------------ | ----- |
| 1     | Sony Interactive Entertainment    | США: Сан-Матео, Калифорния   | $31 миллиард       | [ 1 ] |
| 2     | Tencent Interactive Entertainment | Китай: Шэньчжэнь             | $25,5 миллиардов   | [ 2 ] |
| 3     | Microsoft Gaming                  | США: Редмонд, Вашингтон      | $21,5 миллиардов   | [ 3 ] |
| 4     | Nintendo                          | Япония, Киото                | $11,6 миллиардов   | [ 4 ] |
| 5     | NetEase Games                     | Китай: Ханчжоу               | $11,5 миллиардов   | [ 5 ] |
| 6     | Electronic Arts                   | США: Редвуд-Сити, Калифорния | $7,6 миллиардов    | [ 6 ] |
| 7     | Epic Games                        | США: Кэри, Северная Каролина | $6 миллиардов      | [ 7 ] |
| 8     | Take-Two Interactive              | США: Нью-Йорк                | $5,3 миллиарда     |       |
| 9     | MiHoYo                            | Китай: Шанхай                | $4,1 миллиарда     | [ 8 ] |
| 10    | Embracer Group                    | Швеция: Карлстад             | $4 миллиарда       | [ 9 ] |